# Yasmin Shakarami

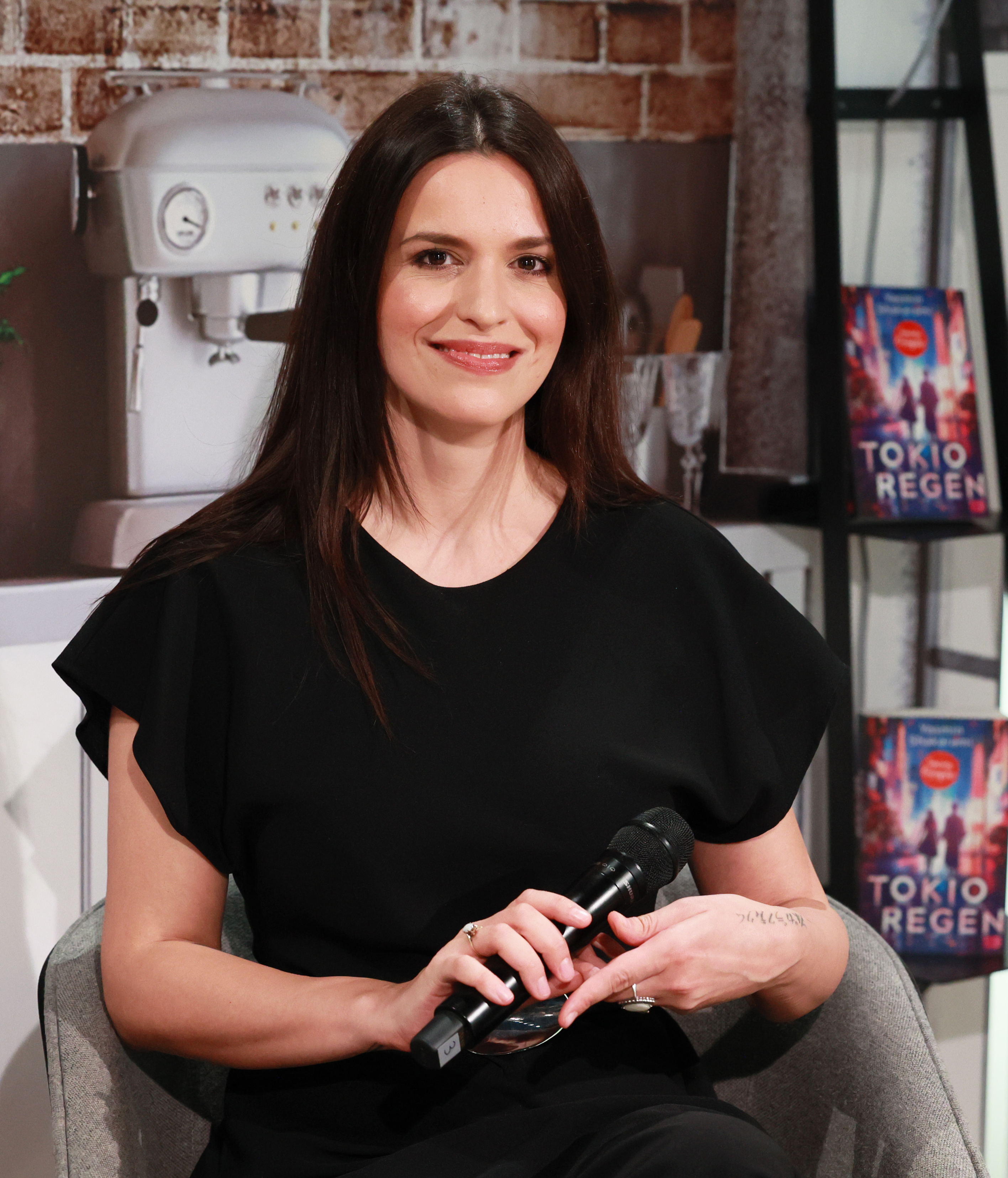
Yasmin Shakarami, Frankfurter Buchmesse (2023)

Yasmin Shakarami (geboren 1991 in München) ist eine deutsche Romanautorin im Genre Young Adult Fiction.

## Leben und Werk
Yasmin Shakarami wuchs in München auf. Sie hat ungarisch-iranische Wurzeln: ihre Mutter ist Ungarin, ihr Vater Iraner. Ab 2010 verbrachte sie einige Zeit in Tokio und erlebte dort im März 2011 das Tōhoku-Erdbeben, auf das sie in ihrem Debütroman Tokioregen Bezug nimmt. Anschließend studierte sie in München Philosophie. Nach dem Master gründete sie eine Schule für deutsche Sprache, Literatur und Philosophie in Vancouver, wo sie drei Jahre lebte. In den Corona-Jahren kam sie zurück nach München.
2021 erhielt sie eines der Literaturstipendien der Landeshauptstadt München. Ihr Debütroman Tokioregen erschien 2023 beim cbj Kinder- und Jugendbuchverlag, der zur Penguin Random House Verlagsgruppe gehört, und kam auf die Spiegel-Bestsellerliste. In ihrem zweiten Roman Sturmflirren aus dem Jahr 2024 beschreibt sie eine junge queere Subkultur in Katar. Beide Werke haben als Zielgruppe Jugendliche und junge Erwachsene.

## Preise und Auszeichnungen
- 2024: DELIA-Literaturpreis Junge Liebe für Tokioregen[8]

## Publikationen
- Tokioregen. cbj, München 2023, ISBN 978-3570166598.
- Sturmflirren. cbj, München 2024, ISBN 978-3570167038.